# Championnat d'Europe féminin de basket-ball 2019
Navigation
République tchèque 2017 France/Espagne 2021
La 37e édition du Championnat d'Europe féminin de basket-ball (officiellement FIBA EuroBasket Women 2019) est programmé du 27 juin au 7 juillet 2019 à Belgrade, Niš, Zrenjanin et Riga, en Serbie et en Lettonie.
Les premiers de chaque groupe sont directement qualifiés pour les quarts de finale. Les deuxièmes et troisièmes se rencontrent en huitièmes de finale.

## Villes hôtes
Les villes de Belgrade, Niš, Zrenjanin en Serbie et Riga en Lettonie sont retenues pour accueillir cet Euro.
| Aperçu | Tour                                             | Ville     | Salle                  | Capacité |
| ------ | ------------------------------------------------ | --------- | ---------------------- | -------- |
|        | Barrages Phase finale                            | Belgrade  | Kombank Arena          | 18 386   |
|        | 1er tour – Groupe C                              | Niš       | Sportski centar Čair   | 4 000    |
|        | 1er tour – Groupe D                              | Zrenjanin | Crystal Hall Zrenjanin | 2 800    |
|        | 1er tour – Groupe A 1er tour – Groupe B Barrages | Riga      | Riga Arena             | 11 200   |

## Pays qualifiés
| Moyen de qualification                               | Nombre de places | Pays qualifiés     | Classement de l'Euro 2017 | Ranking des qualifications à l'Euro 2019 | Meilleur résultat            |
| ---------------------------------------------------- | ---------------- | ------------------ | ------------------------- | ---------------------------------------- | ---------------------------- |
| Pays hôtes                                           | 2                | Serbie             | 11                        | -                                        | Vainqueur (2015)             |
| Pays hôtes                                           | 2                | Lettonie           | 6                         | -                                        | 4e place (2007)              |
| Premiers des poules des qualifications à l'Euro 2019 | 8                | Russie             | 9                         | 1                                        | Vainqueur (2003, 2007, 2011) |
| Premiers des poules des qualifications à l'Euro 2019 | 8                | Espagne            | 1                         | 2                                        | Vainqueur (1993, 2013, 2017) |
| Premiers des poules des qualifications à l'Euro 2019 | 8                | France             | 2                         | 3                                        | Vainqueur (2001, 2009)       |
| Premiers des poules des qualifications à l'Euro 2019 | 8                | République tchèque | 13                        | 4                                        | Vainqueur (2005)             |
| Premiers des poules des qualifications à l'Euro 2019 | 8                | Turquie            | 5                         | 5                                        | Finaliste (2011)             |
| Premiers des poules des qualifications à l'Euro 2019 | 8                | Italie             | 7                         | 6                                        | Vainqueur (1938)             |
| Premiers des poules des qualifications à l'Euro 2019 | 8                | Grande-Bretagne    | -                         | 7                                        | 9e place (2013)              |
| Premiers des poules des qualifications à l'Euro 2019 | 8                | Monténégro         | 16                        | 8                                        | 6e place (2011)              |
| Meilleurs deuxièmes des qualifications à l'Euro 2019 | 6                | Belgique           | 3                         | 9                                        | 3e place (2017)              |
| Meilleurs deuxièmes des qualifications à l'Euro 2019 | 6                | Biélorussie        | 15                        | 10                                       | 3e place (2007)              |
| Meilleurs deuxièmes des qualifications à l'Euro 2019 | 6                | Slovénie           | 14                        | 11                                       | 14e place (2017)             |
| Meilleurs deuxièmes des qualifications à l'Euro 2019 | 6                | Hongrie            | 12                        | 12                                       | Finaliste (1950, 1956)       |
| Meilleurs deuxièmes des qualifications à l'Euro 2019 | 6                | Ukraine            | 10                        | 13                                       | Vainqueur (1995)             |
| Meilleurs deuxièmes des qualifications à l'Euro 2019 | 6                | Suède              | -                         | 14                                       | 7e place (1987, 2013)        |

## Résultats

### Premier tour

#### Groupe A
| Groupe A (Riga) | Groupe A (Riga) | Groupe A (Riga) | Groupe A (Riga) | Groupe A (Riga) | Groupe A (Riga) | Groupe A (Riga) | Groupe A (Riga) | Groupe A (Riga) |
|                 | Équipe          | Pts             | G               | P               | PP              | PC              | Diff            | Dép             |
| --------------- | --------------- | --------------- | --------------- | --------------- | --------------- | --------------- | --------------- | --------------- |
| 1               | Espagne         | 6               | 3               | 0               | 221             | 192             | +29             |                 |
| 2               | Grande-Bretagne | 5               | 2               | 1               | 201             | 181             | +20             |                 |
| 3               | Lettonie        | 4               | 1               | 2               | 198             | 207             | –9              |                 |
| 4               | Ukraine         | 3               | 0               | 3               | 205             | 245             | –40             |                 |

| 27 juin 2019 | Grande-Bretagne | 74 – 60 | Lettonie        |
| 27 juin 2019 | Ukraine         | 77 – 95 | Espagne         |
| 28 juin 2019 | Lettonie        | 82 – 74 | Ukraine         |
| 28 juin 2019 | Espagne         | 67 – 59 | Grande-Bretagne |
| 30 juin 2019 | Ukraine         | 54 – 68 | Grande-Bretagne |
| 30 juin 2019 | Lettonie        | 56 – 59 | Espagne         |

Légende : Pts : nombre de points (victoire 2 points, défaite 1 point) ; G : nombre de matches gagnés ; P : nombre de matches perdus ; PP : nombre de points marqués ; PC : nombre de points encaissés ; Diff. : différence de points ; Dép départage particulier en cas d'égalité ; en gras les équipes qualifiées, sur fond jaune pour la qualification directe en quart de finale, sur fond gris pour la poursuite en barrages ; en rouge et italique celle éliminée.

#### Groupe B
| Groupe B (Riga) | Groupe B (Riga)    | Groupe B (Riga) | Groupe B (Riga) | Groupe B (Riga) | Groupe B (Riga) | Groupe B (Riga) | Groupe B (Riga) | Groupe B (Riga) |
|                 | Équipe             | Pts             | G               | P               | PP              | PC              | Diff            | Dép             |
| --------------- | ------------------ | --------------- | --------------- | --------------- | --------------- | --------------- | --------------- | --------------- |
| 1               | France             | 6               | 3               | 0               | 233             | 179             | +54             |                 |
| 2               | Suède              | 4               | 1               | 2               | 196             | 193             | +3              | +9              |
| 3               | Monténégro         | 4               | 1               | 2               | 174             | 212             | –38             | –3              |
| 4               | République tchèque | 4               | 1               | 2               | 189             | 208             | –19             | –6              |

| 27 juin 2019 | Suède              | 67 – 51 | Monténégro         |
| 27 juin 2019 | France             | 74 – 61 | République tchèque |
| 28 juin 2019 | République tchèque | 71 – 64 | Suède              |
| 28 juin 2019 | Monténégro         | 53 – 88 | France             |
| 30 juin 2019 | République tchèque | 57 – 70 | Monténégro         |
| 30 juin 2019 | Suède              | 65 – 71 | France             |

Légende : Pts : nombre de points (victoire 2 points, défaite 1 point) ; G : nombre de matches gagnés ; P : nombre de matches perdus ; PP : nombre de points marqués ; PC : nombre de points encaissés ; Diff. : différence de points ; Dép départage particulier en cas d'égalité ; en gras les équipes qualifiées, sur fond jaune pour la qualification directe en quart de finale, sur fond gris pour la poursuite en barrages ; en rouge et italique celle éliminée.

#### Groupe C
| Groupe C (Niš) | Groupe C (Niš) | Groupe C (Niš) | Groupe C (Niš) | Groupe C (Niš) | Groupe C (Niš) | Groupe C (Niš) | Groupe C (Niš) | Groupe C (Niš) |
|                | Équipe         | Pts            | G              | P              | PP             | PC             | Diff           | Dép            |
| -------------- | -------------- | -------------- | -------------- | -------------- | -------------- | -------------- | -------------- | -------------- |
| 1              | Hongrie        | 5              | 2              | 1              | 205            | 194            | +11            | +8             |
| 2              | Italie         | 5              | 2              | 1              | 183            | 170            | +13            | –8             |
| 3              | Slovénie       | 4              | 1              | 2              | 203            | 218            | –15            | +7             |
| 4              | Turquie        | 4              | 1              | 2              | 168            | 177            | –9             | –7             |

| 27 juin 2019 | Hongrie  | 88 – 84 | Slovénie |
| 27 juin 2019 | Turquie  | 54 – 57 | Italie   |
| 28 juin 2019 | Slovénie | 62 – 55 | Turquie  |
| 28 juin 2019 | Italie   | 51 – 59 | Hongrie  |
| 30 juin 2019 | Hongrie  | 58 – 59 | Turquie  |
| 30 juin 2019 | Italie   | 75 – 57 | Slovénie |

Légende : Pts : nombre de points (victoire 2 points, défaite 1 point) ; G : nombre de matches gagnés ; P : nombre de matches perdus ; PP : nombre de points marqués ; PC : nombre de points encaissés ; Diff. : différence de points ; Dép départage particulier en cas d'égalité ; en gras les équipes qualifiées, sur fond jaune pour la qualification directe en quart de finale, sur fond gris pour la poursuite en barrages ; en rouge et italique celle éliminée.

#### Groupe D
| Groupe D (Zrenjanin) | Groupe D (Zrenjanin) | Groupe D (Zrenjanin) | Groupe D (Zrenjanin) | Groupe D (Zrenjanin) | Groupe D (Zrenjanin) | Groupe D (Zrenjanin) | Groupe D (Zrenjanin) | Groupe D (Zrenjanin) |
|                      | Équipe               | Pts                  | G                    | P                    | PP                   | PC                   | Diff                 | Dép                  |
| -------------------- | -------------------- | -------------------- | -------------------- | -------------------- | -------------------- | -------------------- | -------------------- | -------------------- |
| 1                    | Serbie               | 6                    | 3                    | 0                    | 202                  | 182                  | +20                  |                      |
| 2                    | Belgique             | 4                    | 1                    | 2                    | 194                  | 193                  | +1                   | +5                   |
| 3                    | Russie               | 4                    | 1                    | 2                    | 193                  | 206                  | –13                  | –1                   |
| 4                    | Biélorussie          | 4                    | 1                    | 2                    | 184                  | 192                  | –8                   | –4                   |

| 27 juin 2019 | Russie      | 54 – 67 | Belgique    |
| 27 juin 2019 | Biélorussie | 53 – 55 | Serbie      |
| 28 juin 2019 | Belgique    | 61 – 69 | Biélorussie |
| 28 juin 2019 | Serbie      | 77 – 63 | Russie      |
| 30 juin 2019 | Biélorussie | 62 – 76 | Russie      |
| 30 juin 2019 | Belgique    | 66 – 70 | Serbie      |

Légende : Pts : nombre de points (victoire 2 points, défaite 1 point) ; G : nombre de matches gagnés ; P : nombre de matches perdus ; PP : nombre de points marqués ; PC : nombre de points encaissés ; Diff. : différence de points ; Dép départage particulier en cas d'égalité ; en gras les équipes qualifiées, sur fond jaune pour la qualification directe en quart de finale, sur fond gris pour la poursuite en barrages ; en rouge et italique celle éliminée.

### Phase finale

#### Tableau final
|  | Huitièmes de finale | Huitièmes de finale               | Huitièmes de finale               | Huitièmes de finale |                                   |                 | Quarts de finale                  | Quarts de finale                  | Quarts de finale                  | Quarts de finale                  |                                   |                                   | Demi-finales                      | Demi-finales                      | Demi-finales                      | Demi-finales                      |  |  | Finale                            | Finale                            | Finale                            | Finale                            |
|  |                     |                                   |                                   |                     |                                   |                 |                                   |                                   |                                   |                                   |                                   |                                   |                                   |                                   |                                   |                                   |  |  |                                   |                                   |                                   |                                   |
|  |                     |                                   |                                   |                     |                                   |                 | 4 juillet 2019 à 15h00 – Belgrade | 4 juillet 2019 à 15h00 – Belgrade | 4 juillet 2019 à 15h00 – Belgrade | 4 juillet 2019 à 15h00 – Belgrade |                                   |                                   | 6 juillet 2019 à 20h30 – Belgrade | 6 juillet 2019 à 20h30 – Belgrade | 6 juillet 2019 à 20h30 – Belgrade | 6 juillet 2019 à 20h30 – Belgrade |  |  | 7 juillet 2019 à 20h30 – Belgrade | 7 juillet 2019 à 20h30 – Belgrade | 7 juillet 2019 à 20h30 – Belgrade | 7 juillet 2019 à 20h30 – Belgrade |
|  |                     |                                   |                                   |                     |                                   |                 | 4 juillet 2019 à 15h00 – Belgrade | 4 juillet 2019 à 15h00 – Belgrade | 4 juillet 2019 à 15h00 – Belgrade | 4 juillet 2019 à 15h00 – Belgrade |                                   |                                   | 6 juillet 2019 à 20h30 – Belgrade | 6 juillet 2019 à 20h30 – Belgrade | 6 juillet 2019 à 20h30 – Belgrade | 6 juillet 2019 à 20h30 – Belgrade |  |  | 7 juillet 2019 à 20h30 – Belgrade | 7 juillet 2019 à 20h30 – Belgrade | 7 juillet 2019 à 20h30 – Belgrade | 7 juillet 2019 à 20h30 – Belgrade |
|  |                     |                                   |                                   |                     |                                   |                 | 4 juillet 2019 à 15h00 – Belgrade | 4 juillet 2019 à 15h00 – Belgrade | 4 juillet 2019 à 15h00 – Belgrade | 4 juillet 2019 à 15h00 – Belgrade |                                   |                                   | 6 juillet 2019 à 20h30 – Belgrade | 6 juillet 2019 à 20h30 – Belgrade | 6 juillet 2019 à 20h30 – Belgrade | 6 juillet 2019 à 20h30 – Belgrade |  |  | 7 juillet 2019 à 20h30 – Belgrade | 7 juillet 2019 à 20h30 – Belgrade | 7 juillet 2019 à 20h30 – Belgrade | 7 juillet 2019 à 20h30 – Belgrade |
|  |                     |                                   |                                   |                     |                                   |                 | 4 juillet 2019 à 15h00 – Belgrade | 4 juillet 2019 à 15h00 – Belgrade | 4 juillet 2019 à 15h00 – Belgrade | 4 juillet 2019 à 15h00 – Belgrade |                                   |                                   | 6 juillet 2019 à 20h30 – Belgrade | 6 juillet 2019 à 20h30 – Belgrade | 6 juillet 2019 à 20h30 – Belgrade | 6 juillet 2019 à 20h30 – Belgrade |  |  | 7 juillet 2019 à 20h30 – Belgrade | 7 juillet 2019 à 20h30 – Belgrade | 7 juillet 2019 à 20h30 – Belgrade | 7 juillet 2019 à 20h30 – Belgrade |
|  | A1                  | Espagne                           | 78                                | 78                  |                                   |                 |                                   |                                   |                                   |                                   |                                   |                                   | 6 juillet 2019 à 20h30 – Belgrade | 6 juillet 2019 à 20h30 – Belgrade | 6 juillet 2019 à 20h30 – Belgrade | 6 juillet 2019 à 20h30 – Belgrade |  |  | 7 juillet 2019 à 20h30 – Belgrade | 7 juillet 2019 à 20h30 – Belgrade | 7 juillet 2019 à 20h30 – Belgrade | 7 juillet 2019 à 20h30 – Belgrade |
|  | A1                  | Espagne                           | 78                                | 78                  | 2 juillet 2019 à 20h30 – Belgrade |                 |                                   |                                   |                                   |                                   |                                   |                                   | 6 juillet 2019 à 20h30 – Belgrade | 6 juillet 2019 à 20h30 – Belgrade | 6 juillet 2019 à 20h30 – Belgrade | 6 juillet 2019 à 20h30 – Belgrade |  |  | 7 juillet 2019 à 20h30 – Belgrade | 7 juillet 2019 à 20h30 – Belgrade | 7 juillet 2019 à 20h30 – Belgrade | 7 juillet 2019 à 20h30 – Belgrade |
|  |                     |                                   | D3                                | Russie              | 54                                | 54              |                                   |                                   |                                   |                                   |                                   |                                   | 6 juillet 2019 à 20h30 – Belgrade | 6 juillet 2019 à 20h30 – Belgrade | 6 juillet 2019 à 20h30 – Belgrade | 6 juillet 2019 à 20h30 – Belgrade |  |  | 7 juillet 2019 à 20h30 – Belgrade | 7 juillet 2019 à 20h30 – Belgrade | 7 juillet 2019 à 20h30 – Belgrade | 7 juillet 2019 à 20h30 – Belgrade |
|  | C2                  | Italie                            | D3                                | Russie              | 54                                | 54              | 54                                | 54                                |                                   |                                   |                                   |                                   | 6 juillet 2019 à 20h30 – Belgrade | 6 juillet 2019 à 20h30 – Belgrade | 6 juillet 2019 à 20h30 – Belgrade | 6 juillet 2019 à 20h30 – Belgrade |  |  | 7 juillet 2019 à 20h30 – Belgrade | 7 juillet 2019 à 20h30 – Belgrade | 7 juillet 2019 à 20h30 – Belgrade | 7 juillet 2019 à 20h30 – Belgrade |
|  | C2                  | Italie                            | 4 juillet 2019 à 20h30 – Belgrade |                     |                                   |                 | 54                                | 54                                |                                   |                                   |                                   |                                   | 6 juillet 2019 à 20h30 – Belgrade | 6 juillet 2019 à 20h30 – Belgrade | 6 juillet 2019 à 20h30 – Belgrade | 6 juillet 2019 à 20h30 – Belgrade |  |  | 7 juillet 2019 à 20h30 – Belgrade | 7 juillet 2019 à 20h30 – Belgrade | 7 juillet 2019 à 20h30 – Belgrade | 7 juillet 2019 à 20h30 – Belgrade |
|  | D3                  | Russie                            | 63                                | 63                  |                                   |                 |                                   |                                   |                                   |                                   |                                   |                                   | 6 juillet 2019 à 20h30 – Belgrade | 6 juillet 2019 à 20h30 – Belgrade | 6 juillet 2019 à 20h30 – Belgrade | 6 juillet 2019 à 20h30 – Belgrade |  |  | 7 juillet 2019 à 20h30 – Belgrade | 7 juillet 2019 à 20h30 – Belgrade | 7 juillet 2019 à 20h30 – Belgrade | 7 juillet 2019 à 20h30 – Belgrade |
|  | D3                  | Russie                            | 63                                | 63                  | A1                                | Espagne         | 71                                | 71                                |                                   |                                   |                                   |                                   |                                   |                                   |                                   |                                   |  |  | 7 juillet 2019 à 20h30 – Belgrade | 7 juillet 2019 à 20h30 – Belgrade | 7 juillet 2019 à 20h30 – Belgrade | 7 juillet 2019 à 20h30 – Belgrade |
|  |                     |                                   |                                   |                     | A1                                | Espagne         | 71                                | 71                                |                                   |                                   |                                   |                                   |                                   |                                   |                                   |                                   |  |  | 7 juillet 2019 à 20h30 – Belgrade | 7 juillet 2019 à 20h30 – Belgrade | 7 juillet 2019 à 20h30 – Belgrade | 7 juillet 2019 à 20h30 – Belgrade |
|  |                     |                                   | D1                                | Serbie              | 66                                | 66              |                                   |                                   |                                   |                                   |                                   |                                   |                                   |                                   |                                   |                                   |  |  | 7 juillet 2019 à 20h30 – Belgrade | 7 juillet 2019 à 20h30 – Belgrade | 7 juillet 2019 à 20h30 – Belgrade | 7 juillet 2019 à 20h30 – Belgrade |
|  |                     |                                   |                                   |                     | 66                                | 66              |                                   |                                   |                                   |                                   |                                   |                                   |                                   |                                   |                                   |                                   |  |  | 7 juillet 2019 à 20h30 – Belgrade | 7 juillet 2019 à 20h30 – Belgrade | 7 juillet 2019 à 20h30 – Belgrade | 7 juillet 2019 à 20h30 – Belgrade |
|  |                     | 6 juillet 2019 à 18h00 – Belgrade |                                   |                     |                                   |                 |                                   |                                   |                                   |                                   |                                   |                                   |                                   |                                   |                                   |                                   |  |  | 7 juillet 2019 à 20h30 – Belgrade | 7 juillet 2019 à 20h30 – Belgrade | 7 juillet 2019 à 20h30 – Belgrade | 7 juillet 2019 à 20h30 – Belgrade |
|  |                     |                                   |                                   |                     |                                   |                 |                                   |                                   |                                   |                                   |                                   |                                   |                                   |                                   |                                   |                                   |  |  | 7 juillet 2019 à 20h30 – Belgrade | 7 juillet 2019 à 20h30 – Belgrade | 7 juillet 2019 à 20h30 – Belgrade | 7 juillet 2019 à 20h30 – Belgrade |
|  | D1                  | Serbie                            | 87                                | 87                  |                                   |                 |                                   |                                   |                                   |                                   |                                   |                                   |                                   |                                   |                                   |                                   |  |  | 7 juillet 2019 à 20h30 – Belgrade | 7 juillet 2019 à 20h30 – Belgrade | 7 juillet 2019 à 20h30 – Belgrade | 7 juillet 2019 à 20h30 – Belgrade |
|  | D1                  | Serbie                            | 87                                | 87                  | 1er juillet 2019 à 18h30 – Riga   |                 |                                   |                                   |                                   |                                   |                                   |                                   |                                   |                                   |                                   |                                   |  |  | 7 juillet 2019 à 20h30 – Belgrade | 7 juillet 2019 à 20h30 – Belgrade | 7 juillet 2019 à 20h30 – Belgrade | 7 juillet 2019 à 20h30 – Belgrade |
|  |                     |                                   | B2                                | Suède               | 49                                | 49              |                                   |                                   |                                   |                                   |                                   |                                   |                                   |                                   |                                   |                                   |  |  | 7 juillet 2019 à 20h30 – Belgrade | 7 juillet 2019 à 20h30 – Belgrade | 7 juillet 2019 à 20h30 – Belgrade | 7 juillet 2019 à 20h30 – Belgrade |
|  | B2                  | Suède                             | B2                                | Suède               | 49                                | 49              | 77                                | 77                                |                                   |                                   |                                   |                                   |                                   |                                   |                                   |                                   |  |  | 7 juillet 2019 à 20h30 – Belgrade | 7 juillet 2019 à 20h30 – Belgrade | 7 juillet 2019 à 20h30 – Belgrade | 7 juillet 2019 à 20h30 – Belgrade |
|  | B2                  | Suède                             | 4 juillet 2019 à 18h00 – Belgrade |                     |                                   |                 | 77                                | 77                                |                                   |                                   |                                   |                                   |                                   |                                   |                                   |                                   |  |  | 7 juillet 2019 à 20h30 – Belgrade | 7 juillet 2019 à 20h30 – Belgrade | 7 juillet 2019 à 20h30 – Belgrade | 7 juillet 2019 à 20h30 – Belgrade |
|  | A3                  | Lettonie                          | 62                                | 62                  |                                   |                 |                                   |                                   |                                   |                                   |                                   |                                   |                                   |                                   |                                   |                                   |  |  | 7 juillet 2019 à 20h30 – Belgrade | 7 juillet 2019 à 20h30 – Belgrade | 7 juillet 2019 à 20h30 – Belgrade | 7 juillet 2019 à 20h30 – Belgrade |
|  | A3                  | Lettonie                          | 62                                | 62                  | A1                                | Espagne         | 86                                | 86                                |                                   |                                   |                                   |                                   |                                   |                                   |                                   |                                   |  |  |                                   |                                   |                                   |                                   |
|  |                     |                                   |                                   |                     | A1                                | Espagne         | 86                                | 86                                |                                   |                                   |                                   |                                   |                                   |                                   |                                   |                                   |  |  |                                   |                                   |                                   |                                   |
|  |                     |                                   | B1                                | France              | 66                                | 66              |                                   |                                   |                                   |                                   |                                   |                                   |                                   |                                   |                                   |                                   |  |  |                                   |                                   |                                   |                                   |
|  |                     |                                   |                                   |                     | 66                                | 66              |                                   |                                   |                                   |                                   |                                   |                                   |                                   |                                   |                                   |                                   |  |  |                                   |                                   |                                   |                                   |
|  |                     |                                   |                                   |                     |                                   |                 |                                   |                                   |                                   |                                   |                                   |                                   |                                   |                                   |                                   |                                   |  |  |                                   |                                   |                                   |                                   |
|  |                     |                                   |                                   |                     |                                   |                 |                                   |                                   |                                   |                                   |                                   |                                   |                                   |                                   |                                   |                                   |  |  |                                   |                                   |                                   |                                   |
|  | B1                  | France                            | 84ap                              | 84ap                |                                   |                 |                                   |                                   |                                   |                                   |                                   |                                   |                                   |                                   |                                   |                                   |  |  |                                   |                                   |                                   |                                   |
|  | B1                  | France                            | 84ap                              | 84ap                | 2 juillet 2019 à 18h00 – Belgrade |                 |                                   |                                   |                                   |                                   |                                   |                                   |                                   |                                   |                                   |                                   |  |  |                                   |                                   |                                   |                                   |
|  |                     |                                   | D2                                | Belgique            | 80                                | 80              |                                   |                                   |                                   |                                   |                                   |                                   |                                   |                                   |                                   |                                   |  |  |                                   |                                   |                                   |                                   |
|  | D2                  | Belgique                          | D2                                | Belgique            | 80                                | 80              | 72                                | 72                                |                                   |                                   |                                   |                                   |                                   |                                   |                                   |                                   |  |  |                                   |                                   |                                   |                                   |
|  | D2                  | Belgique                          | 4 juillet 2019 à 12h30 – Belgrade |                     |                                   |                 | 72                                | 72                                |                                   |                                   |                                   |                                   |                                   |                                   |                                   |                                   |  |  |                                   |                                   |                                   |                                   |
|  | C3                  | Slovénie                          | 67                                | 67                  |                                   |                 |                                   |                                   |                                   |                                   |                                   |                                   |                                   |                                   |                                   |                                   |  |  |                                   |                                   |                                   |                                   |
|  | C3                  | Slovénie                          | 67                                | 67                  | B1                                | France          | 63                                | 63                                |                                   |                                   |                                   |                                   |                                   |                                   |                                   |                                   |  |  |                                   |                                   |                                   |                                   |
|  |                     |                                   |                                   |                     | B1                                | France          | 63                                | 63                                |                                   |                                   |                                   |                                   |                                   |                                   |                                   |                                   |  |  |                                   |                                   |                                   |                                   |
|  |                     |                                   | A2                                | Grande-Bretagne     | 56                                | 56              |                                   |                                   |                                   |                                   |                                   |                                   |                                   |                                   |                                   |                                   |  |  |                                   |                                   |                                   |                                   |
|  |                     |                                   |                                   |                     | 56                                | 56              |                                   |                                   |                                   |                                   |                                   |                                   |                                   |                                   |                                   |                                   |  |  |                                   |                                   |                                   |                                   |
|  |                     |                                   |                                   |                     |                                   |                 |                                   |                                   |                                   |                                   |                                   |                                   |                                   |                                   |                                   |                                   |  |  |                                   |                                   |                                   |                                   |
|  |                     |                                   |                                   |                     |                                   |                 |                                   |                                   |                                   |                                   |                                   |                                   |                                   |                                   |                                   |                                   |  |  |                                   |                                   |                                   |                                   |
|  | C1                  | Hongrie                           | 59                                | 59                  | Troisième place                   | Troisième place | Troisième place                   | Troisième place                   |                                   |                                   |                                   |                                   |                                   |                                   |                                   |                                   |  |  |                                   |                                   |                                   |                                   |
|  | C1                  | Hongrie                           | 59                                | 59                  | Troisième place                   | Troisième place | Troisième place                   | Troisième place                   | 1er juillet 2019 à 21h00 – Riga   |                                   |                                   |                                   |                                   |                                   |                                   |                                   |  |  |                                   |                                   |                                   |                                   |
|  |                     |                                   | A2                                | Grande-Bretagne     | 62                                | 62              |                                   |                                   | 7 juillet 2019 à 17h30 – Belgrade | 7 juillet 2019 à 17h30 – Belgrade | 7 juillet 2019 à 17h30 – Belgrade | 7 juillet 2019 à 17h30 – Belgrade |                                   |                                   |                                   |                                   |  |  |                                   |                                   |                                   |                                   |
|  | A2                  | Grande-Bretagne                   | A2                                | Grande-Bretagne     | 62                                | 62              | 92                                | 92                                | 7 juillet 2019 à 17h30 – Belgrade | 7 juillet 2019 à 17h30 – Belgrade | 7 juillet 2019 à 17h30 – Belgrade | 7 juillet 2019 à 17h30 – Belgrade |                                   |                                   |                                   |                                   |  |  |                                   |                                   |                                   |                                   |
|  | A2                  | Grande-Bretagne                   |                                   |                     |                                   |                 |                                   | 92                                |                                   |                                   | D1                                | Serbie                            | 81                                | 81                                |                                   |                                   |  |  |                                   |                                   |                                   |                                   |
|  | B3                  | Monténégro                        | 71                                | 71                  |                                   |                 |                                   |                                   |                                   |                                   | D1                                | Serbie                            | 81                                | 81                                |                                   |                                   |  |  |                                   |                                   |                                   |                                   |
|  | B3                  | Monténégro                        | 71                                | 71                  | A2                                | Grande-Bretagne | 55                                | 55                                |                                   |                                   |                                   |                                   |                                   |                                   |                                   |                                   |  |  |                                   |                                   |                                   |                                   |
|  |                     |                                   |                                   |                     |                                   |                 |                                   |                                   |                                   |                                   |                                   |                                   |                                   |                                   |                                   |                                   |  |  |                                   |                                   |                                   |                                   |

#### Match pour la troisième place
| 7 juillet 2019 17h30 | Rapport | Serbie                                                                          | 81-55                               | Grande-Bretagne                                                               |  | Štark Arena, Belgrade Affluence : 3 733 Arbitres : Marius Ciulin Amy Bonner Mārtiņš Kozlovskis | Canal+ Sport |
| 7 juillet 2019 17h30 | Rapport | Score par quart-temps : 25–16, 15–17, 21–6, 20–16                               |                                     |                                                                               |  | Štark Arena, Belgrade Affluence : 3 733 Arbitres : Marius Ciulin Amy Bonner Mārtiņš Kozlovskis | Canal+ Sport |
| 7 juillet 2019 17h30 | Rapport | Score par mi-temps : 40–33, 41–22                                               |                                     |                                                                               |  | Štark Arena, Belgrade Affluence : 3 733 Arbitres : Marius Ciulin Amy Bonner Mārtiņš Kozlovskis | Canal+ Sport |
| 7 juillet 2019 17h30 | Rapport | Sonja Petrović, 14 Sonja Petrović, 13 Aleksandra Stanaćev, 6 Sonja Petrović, 20 | Points Rebonds Passes d. Évaluation | Temi Fagbenle, 23 Johannah Leedham, 10 Rachael Vanderwal, 5 Temi Fagbenle, 22 |  | Štark Arena, Belgrade Affluence : 3 733 Arbitres : Marius Ciulin Amy Bonner Mārtiņš Kozlovskis | Canal+ Sport |

#### Finale
| 7 juillet 2019 20h30 | Rapport | Espagne                                                         | 86-66                               | France                                                                            |  | Štark Arena, Belgrade Affluence : 3 622 Arbitres : Jasmina Juras Maj Forsberg Özlem Yalman | Canal+ Sport W9 |
| 7 juillet 2019 20h30 | Rapport | Score par quart-temps : 32 – 21, 18 – 15, 20 – 20, 16 – 10      |                                     |                                                                                   |  | Štark Arena, Belgrade Affluence : 3 622 Arbitres : Jasmina Juras Maj Forsberg Özlem Yalman | Canal+ Sport W9 |
| 7 juillet 2019 20h30 | Rapport | Score par mi-temps : 50 – 36, 36 – 30                           |                                     |                                                                                   |  | Štark Arena, Belgrade Affluence : 3 622 Arbitres : Jasmina Juras Maj Forsberg Özlem Yalman | Canal+ Sport W9 |
| 7 juillet 2019 20h30 | Rapport | Marta Xargay, 23 Laura Gil, 10 Xargay, Cruz, 4 Marta Xargay, 28 | Points Rebonds Passes d. Évaluation | Sandrine Gruda, 18 Sandrine Gruda, 6 Gruda, Époupa, Hartley, 4 Sandrine Gruda, 21 |  | Štark Arena, Belgrade Affluence : 3 622 Arbitres : Jasmina Juras Maj Forsberg Özlem Yalman | Canal+ Sport W9 |

#### Matches de classement
Les perdants des quarts de finale 1 et 2 et les perdants des quarts de finale 3 et 4 s'affrontent pour une place qualificative pour le tournoi de qualification olympique.
|  | Tour de classement                | Tour de classement |       |    | Qualifiés pour le TQO | Qualifiés pour le TQO |
|  | Tour de classement                | Tour de classement |       |    | Qualifiés pour le TQO | Qualifiés pour le TQO |
|  |                                   |                    |       |    |                       |                       |
|  | 6 juillet 2019 à 15h00 – Belgrade |                    |       |    |                       |                       |
|  |                                   |                    |       |    |                       |                       |
|  | Russie                            | 52                 |       |    |                       |                       |
|  | Russie                            | 52                 |       |    |                       |                       |
|  | Suède                             | 57                 |       |    |                       |                       |
|  | Suède                             | 57                 | Suède | Q  |                       |                       |
|  | 6 juillet 2019 à 12h30 – Belgrade |                    | Suède | Q  |                       |                       |
|  |                                   | Belgique           | Q     |    |                       |                       |
|  | Belgique                          | Belgique           | Q     | 72 |                       |                       |
|  | Belgique                          |                    |       | 72 |                       |                       |
|  | Hongrie                           | 56                 |       |    |                       |                       |
|  | Hongrie                           | 56                 |       |    |                       |                       |

## Classement final
| Place                                    | Équipe             | J | V | D | PM  | PE  | Diff. | Classement mondial de la FIBA | Classement mondial de la FIBA | Classement mondial de la FIBA | Classement dans la zone Europe | Classement dans la zone Europe | Classement dans la zone Europe |
| Place                                    | Équipe             | J | V | D | PM  | PE  | Diff. | Ancien                        | Nouveau                       | +/−                           | Ancien                         | Nouveau                        | +/−                            |
| ---------------------------------------- | ------------------ | - | - | - | --- | --- | ----- | ----------------------------- | ----------------------------- | ----------------------------- | ------------------------------ | ------------------------------ | ------------------------------ |
| 1                                        | Espagne            | 6 | 6 | 0 | 456 | 378 | +78   | 2                             | 3                             | en diminution                 | 1                              | 1                              | en stagnation                  |
| 2                                        | France             | 6 | 5 | 1 | 446 | 401 | +45   | 4                             | 5                             | en diminution                 | 2                              | 2                              | en stagnation                  |
| 3                                        | Serbie             | 6 | 5 | 1 | 436 | 357 | +79   | 8                             | 7                             | en augmentation               | 4                              | 4                              | en stagnation                  |
| 4                                        | Grande-Bretagne    | 7 | 4 | 3 | 466 | 455 | +11   | 25                            | 19                            | en augmentation               | 12                             | 11                             | en augmentation                |
| Éliminés en quarts de finale             |                    |   |   |   |     |     |       |                               |                               |                               |                                |                                |                                |
| 5                                        | Belgique           | 6 | 3 | 3 | 418 | 400 | +18   | 16                            | 9                             | en augmentation               | 8                              | 5                              | en augmentation                |
| 6                                        | Suède              | 6 | 3 | 3 | 379 | 394 | –15   | 41                            | 22                            | en augmentation               | 18                             | 14                             | en augmentation                |
| 7                                        | Hongrie            | 5 | 2 | 3 | 320 | 328 | –8    | 50                            | 29                            | en augmentation               | 19                             | 17                             | en augmentation                |
| 8                                        | Russie             | 6 | 2 | 4 | 362 | 395 | –33   | 11                            | 12                            | en diminution                 | 5                              | 7                              | en diminution                  |
| Éliminés à l’issue des barrages          |                    |   |   |   |     |     |       |                               |                               |                               |                                |                                |                                |
| 9                                        | Italie             | 4 | 2 | 2 | 237 | 233 | +4    | 31                            | 14                            | en augmentation               | 16                             | 9                              | en augmentation                |
| 10                                       | Slovénie           | 4 | 1 | 3 | 270 | 290 | –20   | 63                            | 32                            | en augmentation               | 23                             | 20                             | en augmentation                |
| 11                                       | Lettonie           | 4 | 1 | 3 | 260 | 284 | –24   | 24                            | 21                            | en augmentation               | 11                             | 13                             | en diminution                  |
| 12                                       | Monténégro         | 4 | 1 | 3 | 243 | 304 | –61   | 26                            | 20                            | en augmentation               | 13                             | 12                             | en augmentation                |
| Éliminés à l’issue de la phase de poules |                    |   |   |   |     |     |       |                               |                               |                               |                                |                                |                                |
| 13                                       | Biélorussie        | 3 | 1 | 2 | 184 | 192 | –8    | 13                            | 11                            | en augmentation               | 7                              | 6                              | en augmentation                |
| 14                                       | Turquie            | 3 | 1 | 2 | 168 | 177 | –9    | 6                             | 6                             | en stagnation                 | 3                              | 3                              | en stagnation                  |
| 15                                       | République tchèque | 3 | 1 | 2 | 189 | 208 | –19   | 12                            | 17                            | en diminution                 | 6                              | 10                             | en diminution                  |
| 16                                       | Ukraine            | 3 | 0 | 3 | 205 | 245 | –40   | 38                            | 25                            | en augmentation               | 17                             | 16                             | en augmentation                |

|  | Qualifié pour le tournoi de qualification olympique 2020 |

## Statistiques et récompenses

### Meilleures moyennes individuelles par match
| Nom               | PPM  |
| ----------------- | ---- |
| Temi Fagbenle     | 20,9 |
| Elīna Dikaioulaku | 20,8 |
| Emma Meesseman    | 19,8 |
| Sandrine Gruda    | 15,5 |
| Kim Mestdagh      | 14,8 |
| Astou Ndour       | 14,8 |
| Maria Vadeïeva    | 14,8 |

| Nom             | RPM |
| --------------- | --- |
| Amanda Zahui B. | 9,3 |
| Maria Vadeïeva  | 9,0 |
| Astou Ndour     | 8,2 |
| Laura Nicholls  | 8,0 |
| Bernadett Hatar | 8,0 |

| Nom               | PPM |
| ----------------- | --- |
| Nika Barić        | 8,5 |
| Olivia Époupa     | 5,3 |
| Božica Mujović    | 4,8 |
| Johannah Leedham  | 4,7 |
| Laia Palau        | 4,5 |
| Elīna Dikaioulaku | 4,5 |

| Nom              | CPM |
| ---------------- | --- |
| Milica Jovanović | 2,0 |
| Amanda Zahui B.  | 1,8 |
| Bernadett Hatar  | 1,6 |
| Kyara Linskens   | 1,3 |
| Emma Meesseman   | 1,3 |
| Maria Vadeïeva   | 1,3 |

| Nom              | IPM |
| ---------------- | --- |
| Johannah Leedham | 3,4 |
| Olivia Époupa    | 2,7 |
| Glory Johnson    | 2,3 |
| Elin Eldebrink   | 2,0 |
| Shante Evans     | 2,0 |
| Božica Mujović   | 2,0 |

| Nom             | ÉPM  |
| --------------- | ---- |
| Emma Meesseman  | 23,8 |
| Temi Fagbenle   | 20,9 |
| Sandrine Gruda  | 18,5 |
| Amanda Zahui B. | 18,5 |
| Astou Ndour     | 18,3 |

### Meilleures moyennes d’équipe par match
| Équipe   | PPM  |
| -------- | ---- |
| Espagne  | 76,0 |
| France   | 74,3 |
| Serbie   | 72,7 |
| Belgique | 69,7 |
| Slovénie | 67,5 |

| Équipe   | RPM  |
| -------- | ---- |
| Russie   | 45,0 |
| Serbie   | 42,5 |
| Suède    | 42,5 |
| Belgique | 40,5 |
| Espagne  | 40,2 |

| Équipe   | PPM  |
| -------- | ---- |
| France   | 20,0 |
| Belgique | 19,7 |
| Espagne  | 19,7 |
| Slovénie | 18,3 |
| Serbie   | 18,0 |

| Équipe     | CPM |
| ---------- | --- |
| Russie     | 4,3 |
| Monténégro | 4,3 |
| Espagne    | 4,0 |
| Suède      | 4,0 |
| Belgique   | 3,5 |
| Italie     | 3,5 |

| Équipe          | IPM  |
| --------------- | ---- |
| Espagne         | 10,5 |
| Serbie          | 10,0 |
| Grande-Bretagne | 9,7  |
| Suède           | 9,3  |
| France          | 9,0  |
| Monténégro      | 9,0  |

| Équipe          | ÉPM  |
| --------------- | ---- |
| Espagne         | 88,8 |
| France          | 85,2 |
| Serbie          | 80,8 |
| Belgique        | 79,7 |
| Grande-Bretagne | 73,4 |

### Meilleures performances sur un match du tournoi
| Statistique      | Joueuse                        | Total | Adversaire                           | Résultat        |
| ---------------- | ------------------------------ | ----- | ------------------------------------ | --------------- |
| Points           | Alina Iahoupova                | 38    | Espagne (27 juin)                    | D 77-95         |
| Rebonds          | Kiah Stokes                    | 19    | Slovénie (28 juin)                   | D 55-62         |
| Passes décisives | Nika Barić                     | 12    | Turquie (28 juin)                    | V 62-55         |
| Interceptions    | Johannah Leedham               | 7     | Lettonie (27 juin)                   | V 74-60         |
| Contres          | Maria Vadeïeva Amanda Zahui B. | 4     | Suède (6 juillet) Russie (6 juillet) | D 52-57 V 57-52 |
| Évaluation       | Sandrine Gruda                 | 39    | Belgique (4 juillet)                 | V 84-80         |

| Statistique      | Équipe          | Total | Adversaire                                              | Résultat                |
| ---------------- | --------------- | ----- | ------------------------------------------------------- | ----------------------- |
| Points           | Espagne         | 95    | Ukraine (27 juin)                                       | V 95-77                 |
| Rebonds          | Russie Suède    | 51    | Suède (6 juillet) Lettonie (1er juillet)                | D 52-57 V 77-62         |
| Passes décisives | Belgique        | 27    | France (4 juillet)                                      | D 80-84                 |
| Interceptions    | Serbie Espagne  | 15    | Suède (4 juillet) Russie (4 juillet) Lettonie (30 juin) | V 87-49 V 78-54 V 59-56 |
| Contres          | Italie Russie   | 8     | Russie (2 juillet) Espagne (4 juillet)                  | D 54-63 D 54-78         |
| Évaluation       | Grande-Bretagne | 116   | Monténégro (1er juillet)                                | V 92-71                 |

### Récompenses
| Meilleur cinq du tournoi        | Meilleur cinq du tournoi | Meilleur cinq du tournoi                 |
| Arrière                         | Ailière                  | Intérieures                              |
| ------------------------------- | ------------------------ | ---------------------------------------- |
| Marta Xargay                    | Sonja Petrović           | Astou Ndour Sandrine Gruda Temi Fagbenle |
| Meilleure joueuse : Astou Ndour |                          |                                          |

## Affluences
Avant la finale, les salles ont sonné creux tant en Lettonie qu'en Serbie.